# Brvnik (Republika Serbska)
Brvnik (cyr. Брвник) – wieś w Bośni i Hercegowinie, w Republice Serbskiej, w gminie Šamac. W 2013 roku liczyła 253 mieszkańców.